# Бэйли, Виктор Альберт
Виктор Альберт Бэйли (англ. Victor Albert Bailey; 18 декабря 1895, Александрия — 7 декабря 1964, Женева) — британский и австралийский физик. Бэйли известен своими работами в области физики ионосферы и динамики населения и популяции животных.

## Биография
Родился в семье инженера британской армии Уильяма Генри Бэйли и румынской лингвистки-эмигрантки Сюзанны Лазарус. Был старшим ребёнком в семье. Бэйли преподавал физику в Королевском колледже Оксфордского университета, который он окончил со степенью бакалавра искусств в 1919 году. После бакалавра он получил докторскую степень по философии (D. Phil.) в Королевском колледже под руководством Джона Сили Эдварда Таунсенда, Уайкемского профессора физики.
Он работал над диссертацией на тему «диффузия ионов в газах» до 1923 года. Также Бэйли работал лаборантом в электрической лаборатории Оксфорда. В 1924 году он был назначен адъюнкт-профессором физики в Университете Сиднея. Впоследствии Бэйли был повышен до профессора экспериментальной физики (1936-1952) и профессора-исследователя (1953-1960).

## Награды
- 1951: медаль Томаса Сайди, присужденная Королевским обществом Новой Зеландии за выдающиеся научные исследования.[5]
- 1955: стипендиат австралийской академии наук (FAA)
- 1955: премия Уолтера Берфитта и премия А. Д. Олле, полученные от Королевского общества Нового Южного Уэльса.